# Controller Xbox
Il controller Xbox è il gamepad utilizzato dalle console Xbox, la cui prima versione apparve sul mercato tra il 2001 e il 2002.

## Prima versione (Xbox)
Il controller originale dell'Xbox, noto come Fatty o Duke, è stato venduto insieme alla console dal 15 novembre 2001 con l'uscita della prima Xbox sul mercato (tranne in Giappone). Successivamente uscì una versione rivisitata, denominata controller S e nota anche come Akebono, distribuita inizialmente solo in Giappone con l'uscita della Xbox sul mercato il 22 febbraio 2002.
Una memory card da 8 MB poteva essere inserita nel controller in un modo simile a quello della VMU del Dreamcast. I salvataggi di gioco possono essere copiati dal disco rigido della console o salvati direttamente nella memory card ad ogni partita. La maggior parte dei salvataggi di giochi attraverso questa memory card potevano essere spostati su un'altra console Xbox. 

### Controversie
Il controller Duke venne spesso criticato per le sue dimensioni eccessive ed ingombranti rispetto ai controller delle altre console della sesta generazione, motivo per cui fu sostituito appena un anno dopo dal controller S.
Mentre il Duke veniva annunciato, alcuni membri del pubblico lanciavano oggetti contro Seamus Blackley (ideatore di Xbox) sul palco. È stato premiato come "Blunder of the Year" da Game Informer nel 2002,  una sorta di record per il più grande controller nella Guinness World Records Gamer's Edition 2008, ed è stato classificato come il secondo peggior controller per videogiochi di sempre dall'editore IGN Craig Harris.
Nel 2016, Blackley ha espresso il suo punto di vista riguardo al Duke su Twitter: «Era enorme in modo imbarazzante. Dal punto di vista politico, non avevo le forze per risolvere la cosa, hanno ignorato i test specifici. Capisco che ci si possa far atterrare sopra un elicottero»

### Levette e tasti
Il primo controller Xbox è dotato di:
- due motori elettrici per la vibrazione
- due trigger analogici tramite potenziometri
- due joystick analogici (entrambi sono anche pulsanti).
- un pad direzionale digitale.
- un pulsante Indietro.
- un pulsante Start.
- due slot per memory card.
- sei pulsanti azione analogici a 8 bit del tipo a membrana (A, B, X, Y e i tasti nero e bianco).

## Seconda versione (Xbox 360)

Schema del controller Xbox 360

Il controller Xbox 360 segue lo stesso schema dei pulsanti del Controller S, eccetto per alcuni pulsanti ausiliari che sono stati spostati. I pulsanti "Indietro" e "Start" sono stati spostati al centro insieme al nuovo pulsante guida sulla parte anteriore del controller, mentre i pulsanti bianco e nero sono stati rimossi e sostituiti dai pulsanti LB e RB nella parte superiore del controller. Il controller ha un connettore jack da 2,5 mm sulla parte anteriore, che consente agli utenti di collegare un auricolare, dispone anche di un connettore seriale proprietario da utilizzare per accessori aggiuntivi, come il chatpad.

### Pulsante guida e migliorie
Il controller Xbox 360 nella parte anteriore ha un pulsante centrale denominato Guida, il quale fornisce una nuova funzionalità. Questo pulsante è circondato da un anello luminoso verde diviso in quattro quadranti, che forniscono ai giocatori diversi tipi di informazioni durante il gioco a seconda del quadrante illuminato. Quando l'utente preme il pulsante, accede alla guida Xbox, un menu che fornisce l'accesso a funzioni come messaggistica, download di contenuti, chat vocale e personalizzazione delle colonne sonore. Il pulsante Guida consente inoltre agli utenti di spegnere e accendere il controller o la console tenendo premuto il pulsante per alcuni secondi.
Il controller era disponibile sia cablato (con il mantenimento della funzione breakaway del cavo) che wireless.
Un'altra funzione aggiunta del controller era la sua compatibilità con il PC, e ciò ha avuto un impatto significativo sull'utilizzo del controller con i giochi per PC negli anni seguenti.

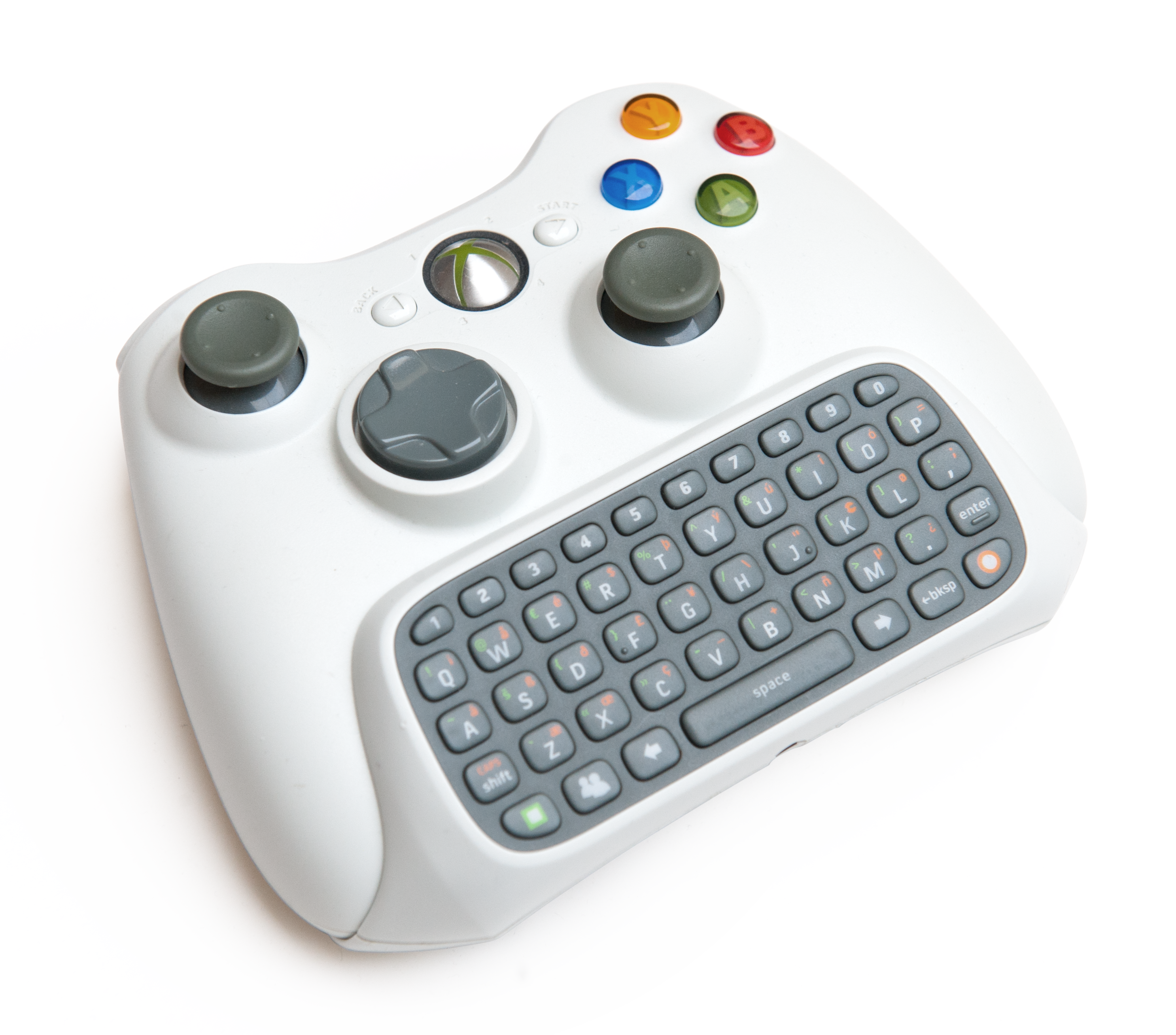
Il controller Xbox 360 con il chatpad collegato

### Accoglienza
Al contrario del suo predecessore "Duke", il controller Xbox 360 ha ricevuto critiche molto positive: IGN, ad esempio, ha definito il controller tra i "più ergonomicamente comodi in circolazione". È stato anche elogiato per il posizionamento migliorato dei pulsanti, il suo logo funzionante come pulsante e la scelta di Microsoft di posizionare l'entrata per le cuffie in basso anziché in alto rimuovendo il problema dei cavi impigliati.

#### Curiosità
Nel 2017 la Marina degli Stati Uniti ha annunciato che prevede di utilizzare i controller Xbox 360 per controllare i periscopi sui nuovi sottomarini di classe Virginia, sia per ragioni di costo che di familiarità.

## Controller wireless Xbox (Xbox One)
Il controller Xbox One mantiene lo schema del predecessore, ma con vari miglioramenti e modifiche. 

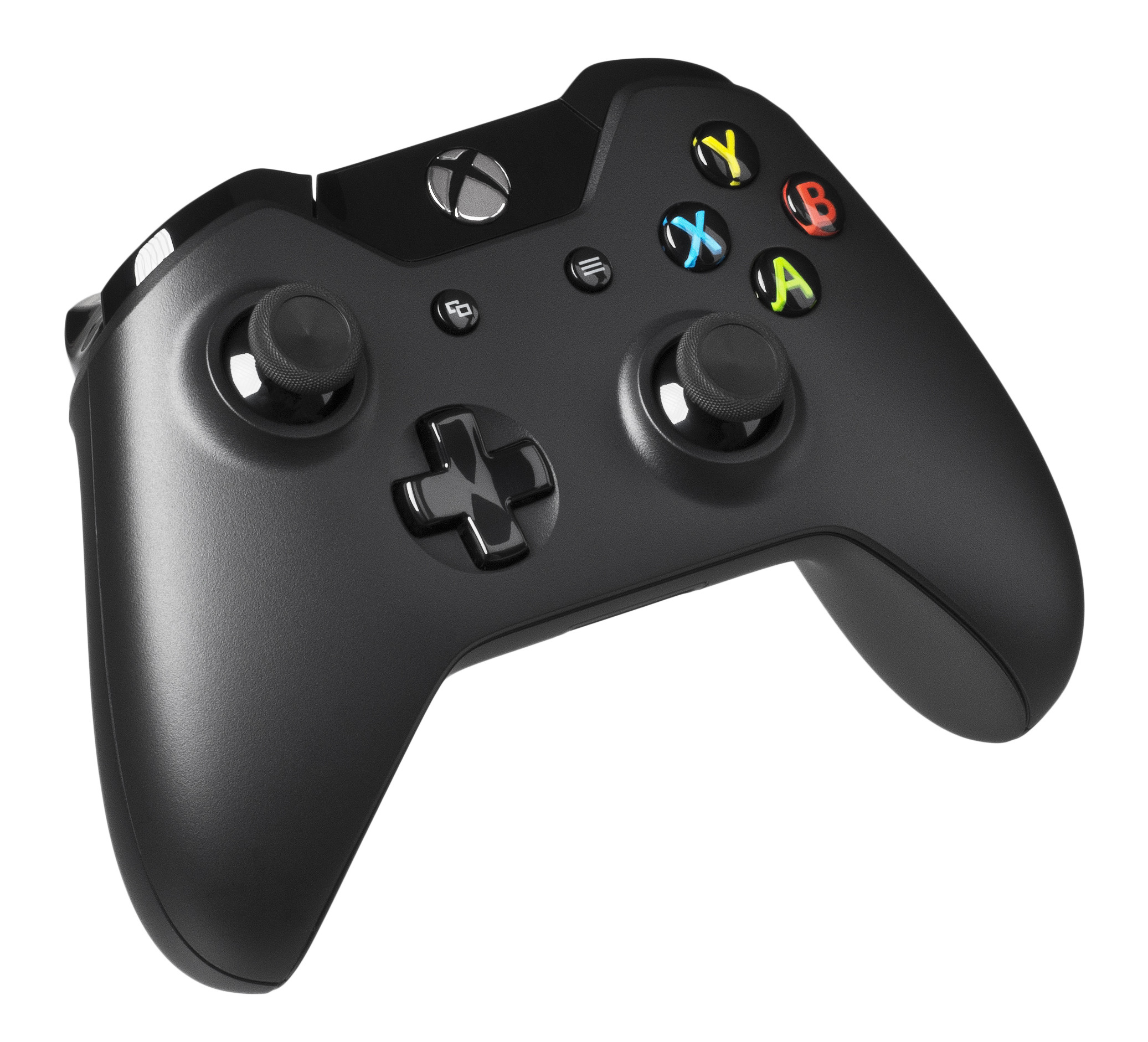
Il controller di Xbox One

### Modifiche e migliorie
I cambiamenti di questa versione sono:
- ergonomia generale migliorata
- joystick analogici più aderenti
- rimozione del vano batteria sporgente
- aggiunti emettitori di luce che consentono di monitorarlo e accoppiarlo con il Kinect
- aggiunta una porta micro-USB che consente l'uso cablato del controller con la console o sui computer che eseguono Windows 7 o versioni successive con driver e firmware aggiornati[15]
- il controller utilizza un nuovo protocollo proprietario con una larghezza di banda maggiore rispetto al protocollo wireless utilizzato dal controller Xbox 360, riducendo la latenza e consentendo un audio delle cuffie di qualità superiore[16]
- i motori per la vibrazione sono stati migliorati per restituire un feedback tattile migliore
- i pulsanti "Start" e "Indietro" sono stati rinominati in "Menu" e "Visualizza"
- il pulsante Guida è stato spostato sulla parte superiore del controller, privato dei quadranti luminosi e rinominato "Home"
- il pad direzionale è stato modificato da 8 a 4 direzioni

### Versioni
Il controller di Xbox One ha subito diverse modifiche e miglioramenti nel corso del tempo:
| Immagine | Modello      | Anno | Note |
| -------- | ------------ | ---- | --- |
|          | 1537         | 2013 | Versione del controller presente nella confezione di Xbox One il giorno del lancio, presenta la scritta "DAY ONE 2013" al centro |
|          | 1697         | 2015 | Aggiunto il connettore jack da 3,5 mm sotto il controller. Gli aggiornamenti del firmware del controller possono essere effettuati in modalità wireless dalla console. |
|          | 1698 "Elite" | 2015 | Questa versione presenta un pad direzionale a 8 direzioni e joystick analogici intercambiabili, nuovi tasti sul lato inferiore del controller che duplicano i pulsanti frontali, un'impugnatura gommata, la possibilità di bloccare i grilletti e uno schema di colorazioni standard cambiato in nero e argento. |
|          | 1708         | 2016 | Introdotto con Xbox One S. Si distingue dalle versioni precedenti per la consistenza e il colore della plastica che circonda il pulsante home, ora corrispondente al resto del corpo del controller. È possibile connettere il controller anche tramite Bluetooth.                                               |
|          | "Elite 2"    | 2019 | Rispetto al 1698 "Elite", "Elite 2" aggiunge una terza posizione di blocco del grilletto, tensione regolabile della levetta, impugnatura in gomma estesa (che si avvolge sul lato anteriore), connettività Bluetooth e una batteria interna ricaricabile.                                                        |

## Controller wireless Xbox Series

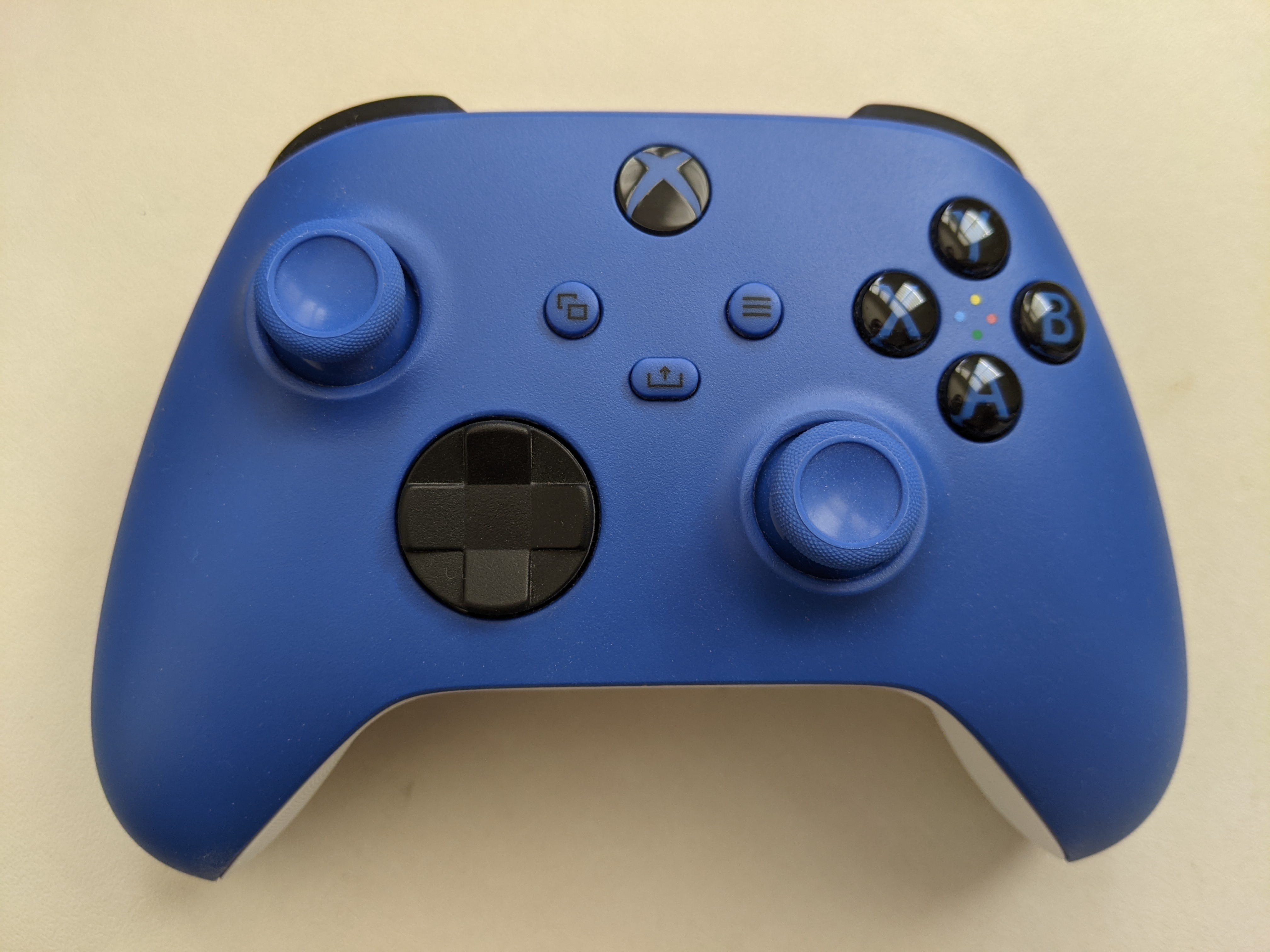
Versione blu

Il modello 1914, introdotto con le console Xbox Series X e Series S è caratterizzato da un corpo leggermente più piccolo, un pulsante "Condividi", un pad direzionale piatto concavo simile al controller "Elite" e un connettore USB-C. Il controller è retrocompatibile con Xbox One.

## Altri controller

### Controller adattivo Xbox

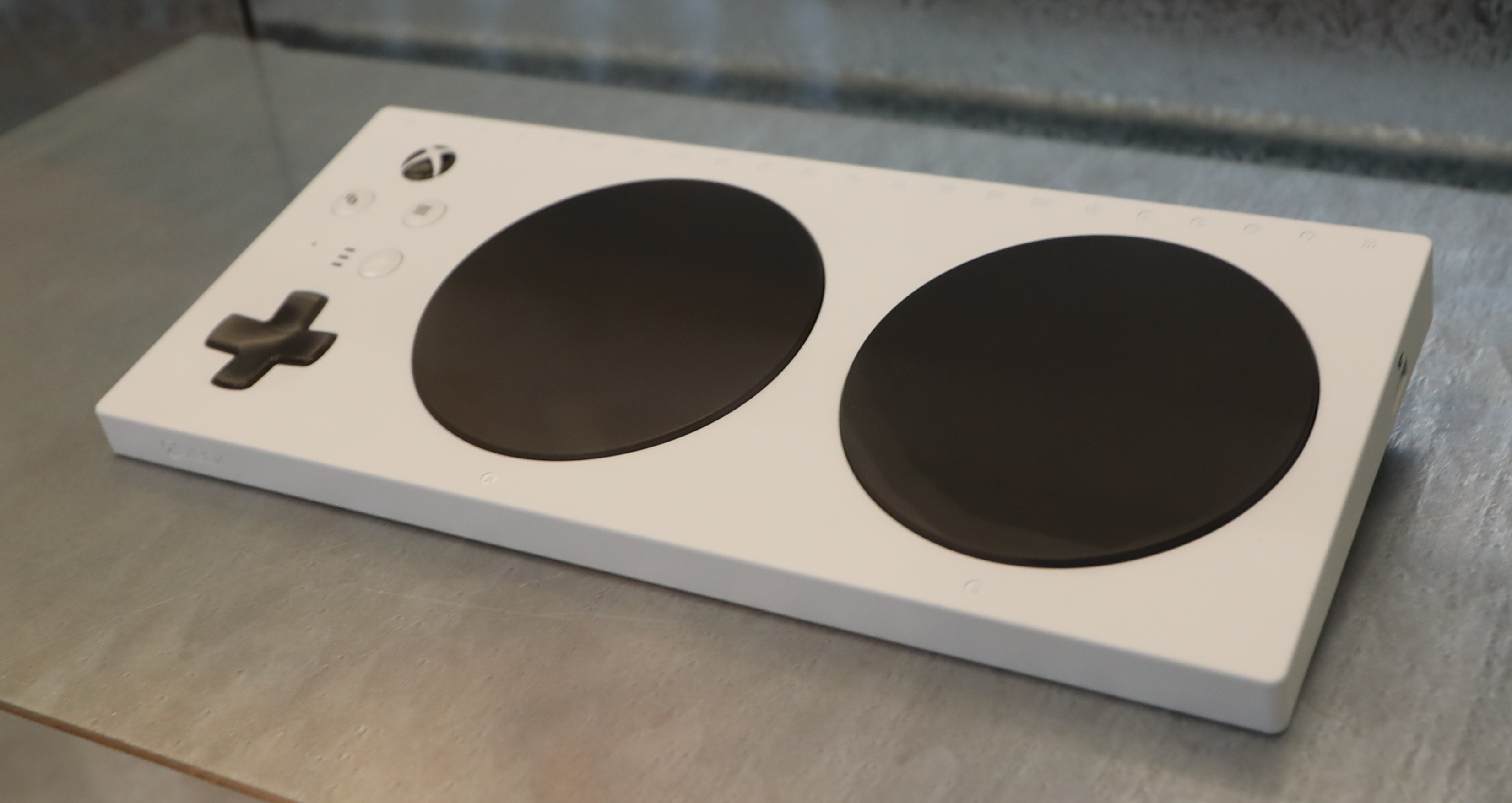
Il controller adattivo Xbox

Il controller adattivo Xbox è un controller progettato da Microsoft per Xbox One e Microsoft Windows. Il controller è stato progettato per le persone con disabilità per rendere più accessibile l'utilizzo del controller per i videogiochi.

#### Sviluppo
Nel 2015, un team di ingegneri ha iniziato a lavorare sul prototipo di un controller per aumentare l'accessibilità ai videogiochi. Il dispositivo è stato progettato e perfezionato durante diversi eventi hackathon interni in cui è stato costruito un controller che avrebbe supportato diversi accessori di terze parti familiari ai giocatori con disabilità. Nel 2017, Microsoft ha deciso di trasformare il prototipo in un prodotto e ha iniziato a collaborare con produttori di accessori e gruppi senza scopo di lucro nel campo dell'accessibilità dei videogiochi come SpecialEffect, Warfighter Engaged e The AbleGamers Foundation.

#### Caratteristiche
Il controller adattivo Xbox ha una sottile cornice rettangolare lunga circa 30 cm. La parte anteriore del controller ha due grandi pulsanti a cupola che possono essere assegnati a piacimento per qualsiasi funzione utilizzando l'app Accessori Xbox. Il quadrante include anche un grande pad direzionale, i pulsanti Menu, Visualizza e Home di Xbox tipici dei controller standard di Xbox One. Il controller dispone di porte USB su entrambi i lati che possono essere utilizzate per collegare i dispositivi che servono ad assegnare le funzioni dei joystick analogici. La parte posteriore ha diciannove jack da 3,5 mm che consentono il collegamento di più tecnologie assistive; ogni jack corrisponde a un pulsante, trigger, bumper o funzione del pad direzionale. Il controller adattivo Xbox è utilizzabile su tutti i dispositivi con Windows 10 e Xbox One ed è compatibile con tutti i giochi a livello di sistema. 
Secondo Phil Spencer, il controller adattivo non è pensato esclusivamente per Xbox ma è stato sviluppato con l'intenzione di essere utilizzato su qualsiasi piattaforma di gioco, per cui Microsoft ha invitato al dialogo Valve, Nintendo e Sony verso questa iniziativa.

#### Accoglienza
Time ha definito il controller adattivo una delle migliori invenzioni del 2018. Ha anche vinto l'Innovation Award agli Italian Video Game Awards 2019.